# Hans-Josef Kretschmann
Hans-Josef Kretschmann (* 21. März 1902 in Allenstein; † nach 1959), genannt Sepp Kretschmann und Josef Kretschmann, seltener: Hans Kretschmann, war ein deutscher Fußballspieler und -trainer. Er war aktiver Spieler in Rößel und Braunsberg sowie beim Elbinger SV und während des Studiums in Berlin bei Tennis Borussia und beim SC Charlottenburg. Dort war er auch als Leichtathlet erfolgreich.

## Trainerlaufbahn
Nach einer Lehrerausbildung in Braunsberg studierte Kretschmann von 1924 bis 1928 an der Hochschule für Leibesübungen in Berlin und schloss das Studium als Diplom-Sportlehrer mit Schwerpunkt Fußball ab. Seine Trainerlaufbahn begann Kretschmann bereits Ende der 1920er Jahre als Spielertrainer bei Preußen Duisburg. Zu seinen Stationen in Westdeutschland gehörten Hilden 09, der Homberger SV, Union Gelsenkirchen, Union Recklinghausen und in der Saison 1932/33 der VfB Bottrop, mit dem er in der damals erstklassigen Niederrhein-Oberliga (Staffel B) am Ende der Saison auf dem sechsten Tabellenrang landete und damit die Qualifikation für die zur Saison 1933/34 neu gegründete Gauliga Niederrhein verpasste. Zeitweise trainierte er in seinen Anfangsjahren bis zu vier Mannschaften gleichzeitig. Kretschmann selbst gelang der Sprung in die Gauliga, er wurde Trainer beim VfL Benrath (1933 bis 1935), Dresdner SC (1935 bis Januar 1937), Rot-Weiss Frankfurt (1937 bis 1940) und beim 1. SV Jena (1940 bis 1942). Anschließend wurde er zum Kriegsdienst einberufen. Zu RW Frankfurt kehrte er nach 1947 nach Entlassung aus der Kriegsgefangenschaft noch einmal zurück, er trainierte die Mannschaft 1947/48 in der Oberliga Süd.
Zum Saisonbeginn 1948/49 übernahm Sepp Kretschmann den in der Oberliga Nord spielenden Verein Holstein Kiel, womit die so genannte „trainerlose Zeit Holsteins“ beendet wurde. Nach nur wenigen Spieltagen wurde aber Holstein vom Spielbetrieb der Oberliga wegen eines Vergehens aus der Vorsaison bis zum Beginn der Folgesaison suspendiert, so dass Kretschmann mit der Mannschaft der „Störche“ dann nur noch Pokal- und Freundschaftsspiele zu absolvieren hatte. Deshalb übernahm er während dieser Zeit auch das Training des Landesligisten Eckernförder SV (zweitklassig, Platz 6). Sechs Spieltage vor Ende der Oberliga-Saison 1949/50 wurde Kretschmann von Holstein für den West-Oberligisten Borussia Dortmund freigegeben, wo er Anfang April seine Arbeit aufnahm. Erfolgreich beendete er die Oberligasaison mit der Borussia, die als Westmeister in die Endrunde einzog, bevor man gemeinsam 1950/51 auf dem dritten Tabellenplatz landete. Von 1951 bis 1953 trainierte Sepp Kretschmann danach Werder Bremen in der Oberliga Nord (Platz 7 1951/52, Platz 3 1952/53) und anschließend von 1953 bis 1956 Bayer 04 Leverkusen, wo einer der späteren deutschen Erfolgstrainer seinem Spielerkader angehörte: Udo Lattek. Dem siebenten Platz am Ende der Saison 1953/54 und dem dritten Platz in der darauffolgenden Spielsaison folgte in der Saison 1955/56 der 15. Platz und damit der Abstieg für Bayer aus der Oberliga West – und für Kretschmann der Wechsel erneut in den Norden: diesmal zum VfL Wolfsburg für den knappen Zeitraum von 1956 bis April 1957; der VfL Wolfsburg entging am Ende der Saison auf Platz 14 nur knapp dem Abstieg. Letzte bekannte Trainerstation Kretschmanns ist die beim 1. FSV Mainz 05 1957 bis 1959. Hier wurde 1957/58 der sechste Platz in der Oberliga Südwest erreicht, 1958/59 Platz elf.